# 올랜도 시티 B
올랜도 시티 B(Orlando City B)는 MLS 넥스트 프로에 소속된 미국의 축구팀으로 올랜도 시티 SC의 훈련 시설이 위치한 플로리다주 키시미를 연고지로 하고 있으며, 오세올라 카운티 스타디움을 홈 경기장으로 사용하고 있다.

## 역대 홈경기장
| 경기장                   | 사용기간    | 장소              | 팀명          | 비고 |
| ------------------------ | ----------- | ----------------- | ------------- | ---- |
| 타이탄 사커 콤플렉스     | 2016년      | 플로리다주 멜번   | 올랜도 시티 B |      |
| 익스플로리아 스타디움    | 2017년      | 플로리다주 올랜도 | 올랜도 시티 B |      |
| 몽버드 아카데미          | 2019년      | 플로리다주 몽버드 | 올랜도 시티 B |      |
| 오세올라 카운티 스타디움 | 2020년~현재 | 플로리다주 키시미 | 올랜도 시티 B |      |

## 선수 명단

### 현역
참고: FIFA 자격 규정에 따라 소속된 국가대표팀 국기를 표시합니다. 선수는 복수의 FIFA 비회원국 국적을 가지고 있을 수 있습니다.
| 번호 | 포지션 | 국적 | 이름 |
| ---- | ------ | ---- | ---- |

| 번호 | 포지션 | 국적     | 이름            |
| ---- | ------ | -------- | --------------- |
| 64   | DF     |          | 마누엘 코카     |
| 66   | DF     | 콜롬비아 | 예일러 발렌시아 |

## 메이저 리그 사커제휴팀
- 올랜도 시티 SC (올랜도, 플로리다)